# Live Rare Remix Box
Live Rare Remix Box는 레드 핫 칠리 페퍼스의 첫번째 리믹스 음반으로, 1994년 발매되었다.